# Tau Ceti
Tau Ceti is een ster in het sterrenbeeld Walvis (Cetus).

## Beschrijving
Tau Ceti is de dichtstbijzijnde alleenstaande zon-achtige ster, op een afstand van 11,9 lichtjaar (een andere zon-achtige ster, Alpha Centauri A, bevindt zich dichter bij, maar is onderdeel van het Alpha Centauri stelsel met drie sterren). De ster lijkt in meerdere opzichten op onze zon: vrijwel dezelfde spectraalklasse en een vergelijkbare kometenwolk.
Tau Ceti heeft ongeveer 81% van de massa en 77% van de diameter van de zon, maar slechts 59% van de lichtsterkte. Het is een oude ster, de leeftijd wordt geschat op 10 miljard jaar (de zon is 5 miljard jaar oud). Vergeleken met de zon is Tau Ceti armer aan zwaardere elementen, 25% tot 40% van wat de zon heeft.

## Ontdekking van planeten

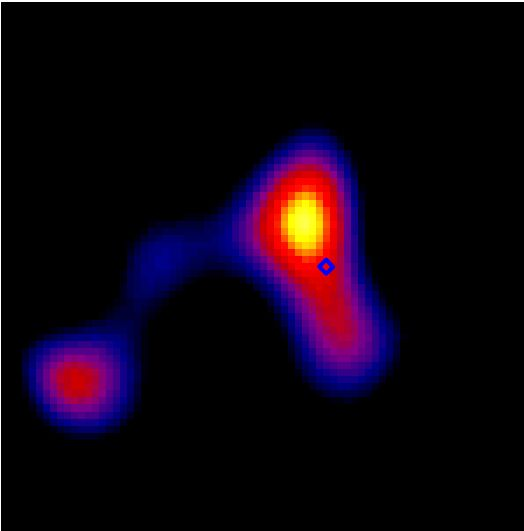
Puinschijf om Tau Ceti (James Clerk Maxwell Telescope)

In een astronomisch artikel gepubliceerd op het web op 14 december 2012 werd de detectie van signalen in de radiële snelheid van de ster gemeld die mogelijk verklaard kunnen worden door de aanwezigheid van vijf planeten. De planeten zouden een bijna-cirkelvormige baan hebben met periodes van respectievelijk 13,9, 35, 4, 94, 168 en 640 dagen en minimale massa's van 2,0, 3,1, 3,6, 4,3 en 6,6 aardmassa's. Een van deze planeten (Tau Ceti e) zou in de leefbare zone liggen waar vloeibaar water mogelijk is. Deze ontdekking gebeurde dankzij een meer gesofisticeerde analyse van de rol van ruis in het signaal, al blijft er volgens de onderzoekers wel nog onzekerheid aanwezig in deze methode.

## Geen buitenaards leven
In 1960 is de ster voor het eerst onderzocht op tekenen van buitenaards leven in het eerste SETI project, genaamd Project Ozma. Er werd niets gevonden. In 2004 werd duidelijk dat het stelsel erg onvriendelijk lijkt voor leven: er komen tien maal zoveel kometen en planetoïden voor als in het zonnestelsel en als gevolg daarvan zijn botsingen zo frequent dat leven zoals wij dat kennen daar niet kan bestaan. Sommige onderzoekers zijn van mening dat leven echter wel mogelijk is als er een grote Jupiter-achtige planeet de binnenplaneten afschermt van de kometenwolk. Wat betreft een Aarde-achtige planeet is berekend dat deze tussen 0,6 en 0,9 A.E. om de ster zou moeten cirkelen om vloeibaar water mogelijk te maken. Met de huidige technologie zijn dergelijke planeten ondertussen detecteerbaar.